# Tor Hogne Aarøy
Tor Hogne Aarøy (ur. 20 marca 1977 w Ålesund) – norweski piłkarz grający na pozycji napastnika. Był jednym z najwyższych piłkarzy na świecie.

## Kariera klubowa
Aarøy rozpoczął karierę w 1995 w Spjelkavik IL. Grał tam do 1997, po czym przeniósł się do Frigg Oslo FK, w którym grał do 1999. Latem 1999 trafił do Rosenborga Trondheim. Zadebiutował w tej drużynie 24 października 1999 w meczu z Odds BK. W Rosenborgu grał do 2001 roku, po czym przeszedł do Aalesunds FK, dla którego zagrał w 240 meczach do 2011 roku. W styczniu 2011 trafił do JEF United Ichihara Chiba, lecz w październiku 2012 opuścił ten klub. W marcu 2013 wrócił do Aalesunds. 2 sierpnia 2013 podczas treningu doznał kontuzji kolana, która wykluczyła go z gry do końca sezonu.

## Kariera reprezentacyjna
27 stycznia 2009 Aarøy został powołany do reprezentacji Norwegii na mecz z Niemcami, lecz ostatecznie w nim nie zagrał, gdyż wyjechał ze zgrupowania z powodu spodziewanych narodzin drugiego dziecka.